# 伊薩基夫齊
48°32′38″N 26°27′5″E / 48.54389°N 26.45139°E
伊薩基夫齊（烏克蘭語：Ісаківці），是烏克蘭的村落，位於該國西部赫梅利尼茨基州，由卡緬涅茨-波多利斯基區負責管轄，始建於1493年，面積0.55平方公里，2001年人口64，人口密度每平方公里116.8人。